# Ines Khouildi
Ines Khouildi (arabisch إيناس الخويلدي, DMG Īnās al-Ḫuwailidī; * 11. März 1985 in Nefza, Tunesien) ist eine ehemalige tunesische Handballspielerin, die dem Kader der tunesischen Nationalmannschaft angehörte.

## Karriere

### Im Verein
Khouildi spielte ab dem Jahr 1997 beim tunesischen Verein Association sportive Ennour de l'Ariana. Nachdem die Rückraumspielerin mit Association sportive Ennour de l'Ariana 2006 das nationale Double gewonnen hatte, wechselte sie zum französischen Erstligisten Cercle Dijon Handball. Ab dem Sommer 2008 lief sie für den Ligakonkurrenten Issy-les-Moulineaux Handball auf. Ein Jahr später schloss sie sich US Mios-Biganos Handball an. Mit Mios-Biganos gewann sie in der Spielzeit 2010/11 den EHF Challenge Cup. In der Saison 2012/13 lief Khouildi für den türkischen Verein Muratpaşa Belediyesi Spor Kulübü auf, mit dem sie das nationale Double gewann. Daraufhin wechselte sie zum polnischen Erstligisten Vistal Gdynia. Mit  Gdynia errang sie 2014 den polnischen Pokal.
Ines Khouildi unterschrieb im Jahr 2014 einen Vertrag beim ungarischen Erstligisten MTK Budapest. Ein Jahr später wechselte sie zum norwegischen Erstligisten Molde HK. Nachdem Khouildi im folgenden Jahr mit Molde abstiegen war, schloss sie sich dem rumänischen Erstligisten SCM Râmnicu Vâlcea an. Nachdem Khouildi mit SCM Râmnicu Vâlcea zu Saisonbeginn 2018/19 den rumänischen Supercup gewonnen hatte, endete die Saison mit dem Gewinn der rumänischen Meisterschaft. Daraufhin wechselte sie zum Ligakonkurrenten SCM Gloria Buzău. Im Sommer 2020 wechselte Khouildi zum deutschen Bundesligisten Thüringer HC. Nachdem Khouildi verletzungsbedingt lediglich zwei Pflichtspiele für den Thüringer HC bestritten hatte, verließ sie im Januar 2022 vorzeitig den Verein.

### In der Nationalmannschaft
Ines Khouildi nahm mit der tunesischen Nationalmannschaft in den Jahren 2010 und 2012 an der Afrikameisterschaft teil und gewann jeweils die Silbermedaille. Weiterhin lief sie für Tunesien bei der Weltmeisterschaft 2007, bei der Weltmeisterschaft 2009, bei der Weltmeisterschaft 2011, bei der Weltmeisterschaft 2015 und bei der Weltmeisterschaft 2017 auf.